# 西奥博尔德·史密斯
锡·史密斯（1859年7月31日—1934年12月10日，也译作西奥博尔德·史密斯）是一位美国流行病学家和病原学家，是这一领域的先驱，知名于发现了過敏性休克中的“锡·史密斯氏现象”（Theobald Smith's phenomenon）。